# Centro Stile Alfa Romeo
Il Centro Stile Alfa Romeo è la divisione aziendale dell'Alfa Romeo che si occupa della progettazione dei modelli di autovettura prodotti dalla casa del Biscione.

## Storia

### Le premesse
La prima divisione aziendale dell'Alfa Romeo che si è occupata della progettazione di automobili, in particolare le carrozzerie, è stata la Carrozzeria Alfa, dipartimento voluto durante gli anni trenta del XX secolo dal neonominato direttore Prospero Gianferrari, che si occupò della progettazione delle carrozzerie delle berline Alfa Romeo "di serie" sugli autotelai 6C 1750, 1900, 2300 e 2500. 
Negli anni quaranta questa divisione si trasformò nell'Ufficio Progettazione Carrozzeria, che è rimasto tale fino al 1957 quando cambiò nome in "Centro Stile", denominazione che conservò fino al 1990, quando al nome fu aggiunto "Alfa Romeo".

### Il Centro Stile Alfa Romeo
Il "Centro Stile Alfa Romeo" nacque quindi ufficialmente nel 1990, e venne costituito all'interno dello stabilimento Alfa Romeo di Arese. Fu fondato da alcuni giovani progettisti su iniziativa di Giovanni Battista Razelli, che all'epoca era amministratore delegato dell'Alfa Romeo. Tra i progettisti che parteciparono alla sua creazione ci furono Walter de Silva e Wolfgang Egger.
Dopo la fine dell'attività produttiva nello stabilimento di Arese, il Centro Stile Alfa Romeo è stata l'ultima divisione della casa del Biscione ad essere attiva in questo polo industriale; nel 2011 infatti il centro stile della casa del Biscione è stato trasferito a Torino, presso l'Officina 83 di Mirafiori, inglobato nel centro design di Fiat Chrysler Automobiles. Le ultime due vetture Alfa Romeo progettate ad Arese sono state la MiTo e la Giulietta.
Negli ultimi anni sono state progettate internamente le nuove Alfa Romeo Giulia e Stelvio, basate sulla piattaforma Giorgio, e il SUV Tonale.

## Modelli progettati

### Carrozzeria Alfa

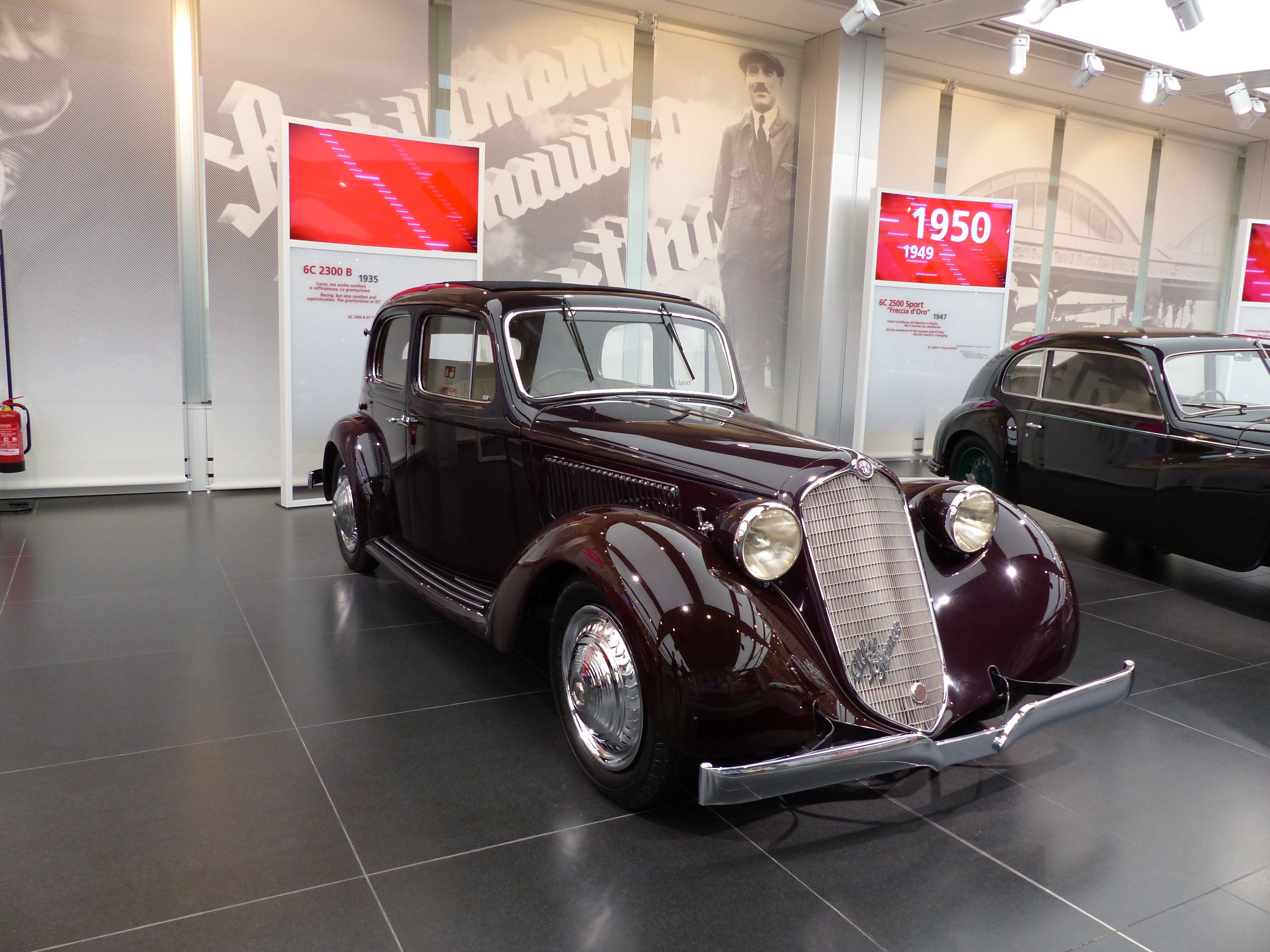
Un'Alfa Romeo 6C 2300 B GT Corto berlina carr. Alfa 1935, conservata presso il Museo storico Alfa Romeo

- Alfa Romeo 6C 1750 berlina 5 posti
- Alfa Romeo 6C 1750 berlina 6/7 posti
- Alfa Romeo 6C 1900 GT berlina
- Alfa Romeo 8C 2900 A spider
- Alfa Romeo 6C 2300B/2500 berlina 5 posti
- Alfa Romeo 6C 2300B/2500 berlina ministeriale 6/7 posti

### Ufficio Progettazione Carrozzeria
- Alfa Romeo 6C 2500 Freccia d'Oro
- Alfa Romeo 1900

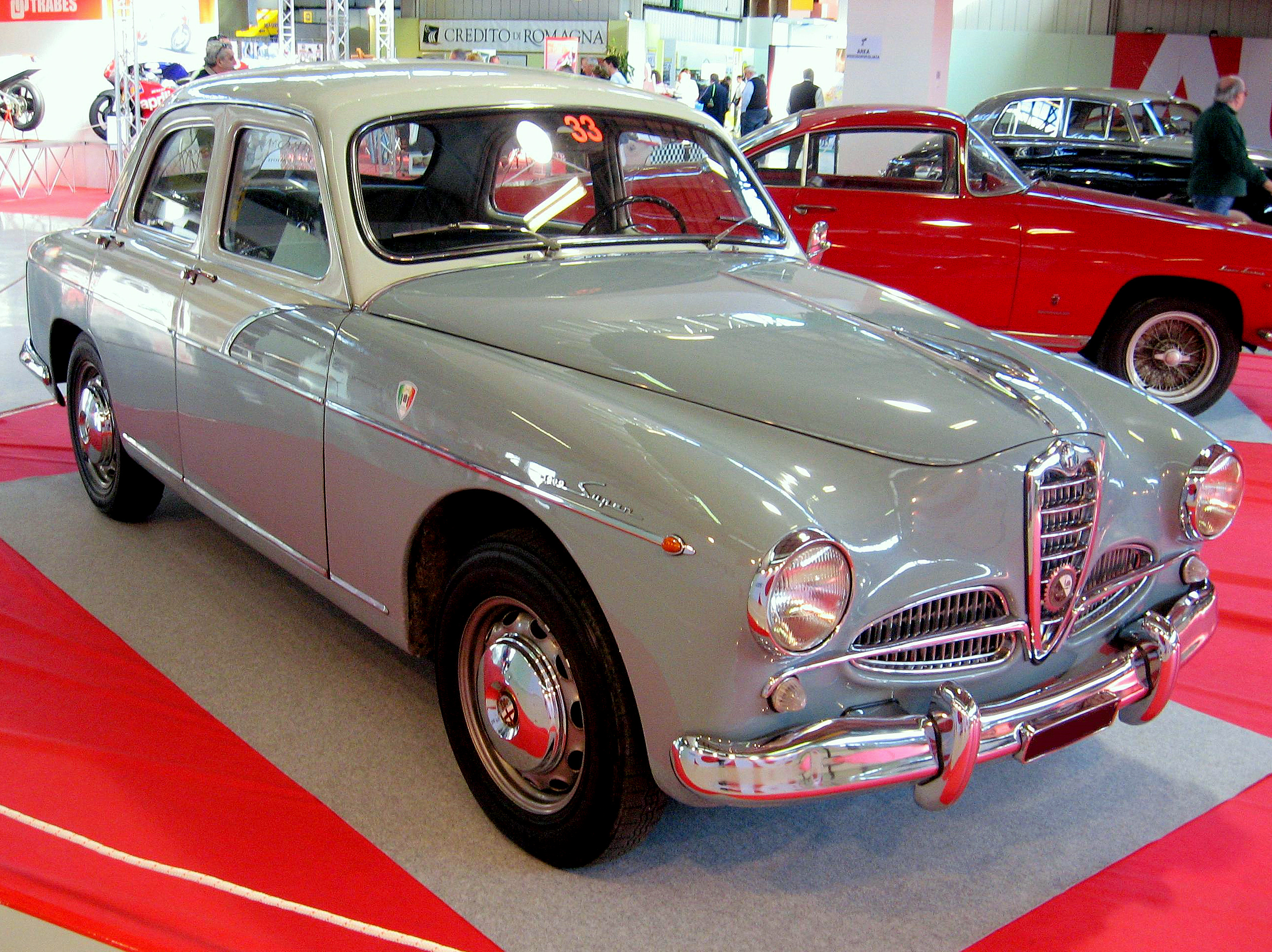
Un'Alfa Romeo 1900, la prima Alfa Romeo ad essere costruita in serie su una catena di montaggio

- Alfa Romeo 1900M A.R. 51/52 "Matta"
- Alfa Romeo Giulietta berlina

### Centro Stile
- Alfa Romeo 2000 berlina (1958)
- Alfa Romeo Giulia
- Alfa Romeo 2600 berlina
- Alfa Romeo Alfetta berlina

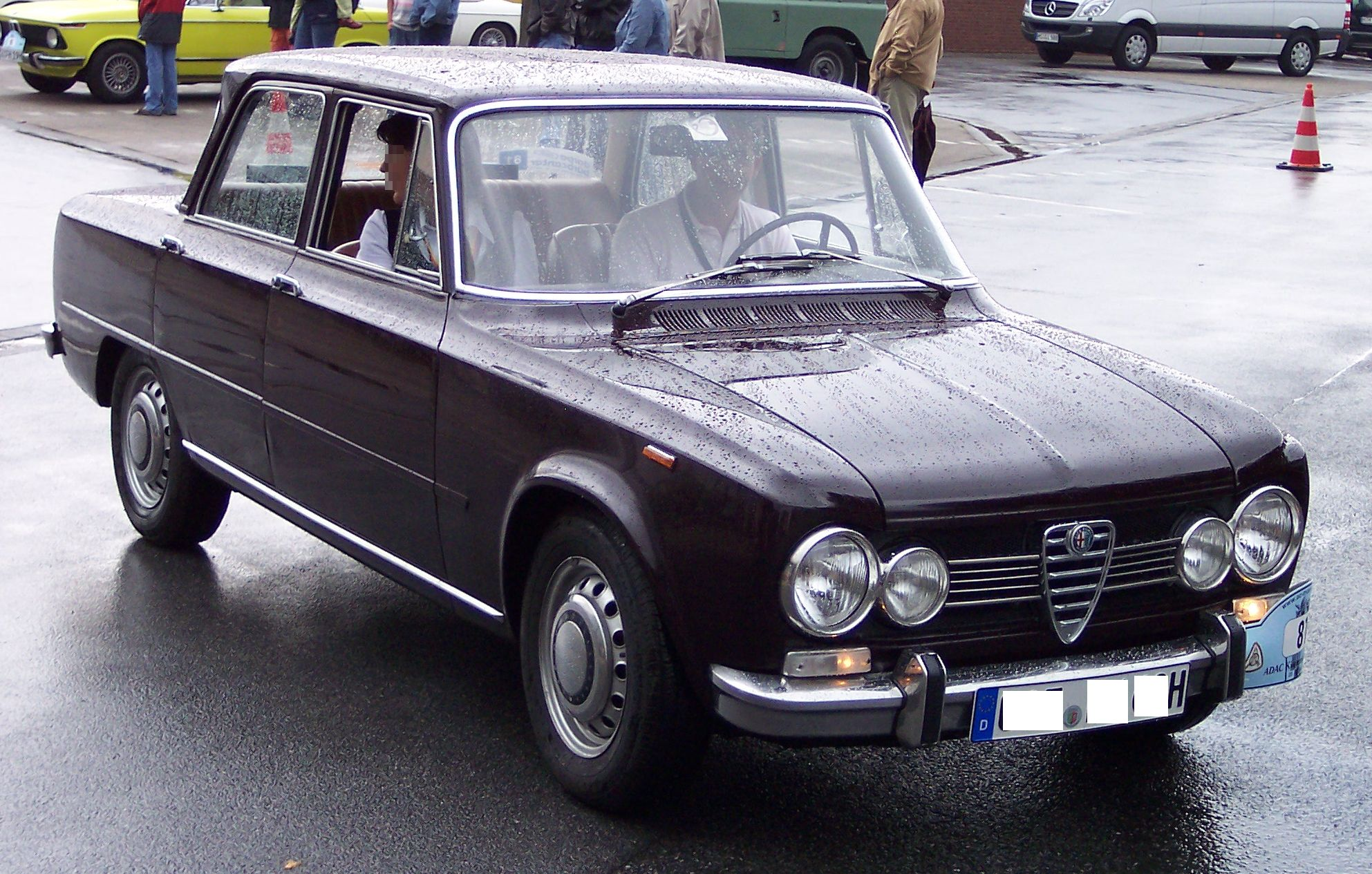
Un'Alfa Romeo Giulia 1300 Ti

- Alfa Romeo Alfetta GT (in collaborazione con Italdesign Giugiaro)
- Alfa Romeo Giulietta (116)
- Alfa Romeo 33
- Alfa Romeo 75

### Centro Stile Alfa Romeo
- Alfa Romeo 145
- Alfa Romeo 146

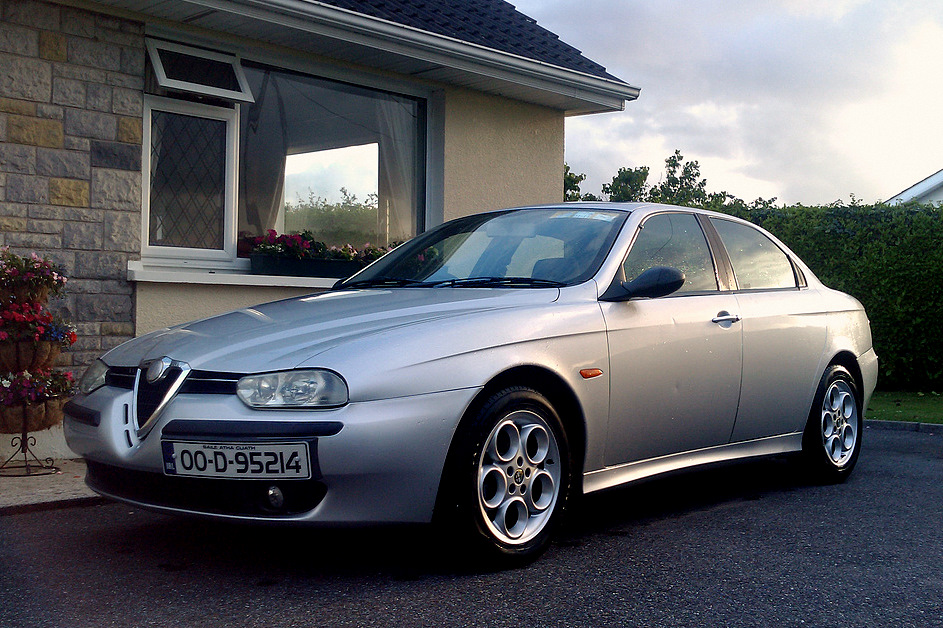
Un'Alfa Romeo 156, auto dell'anno 1998

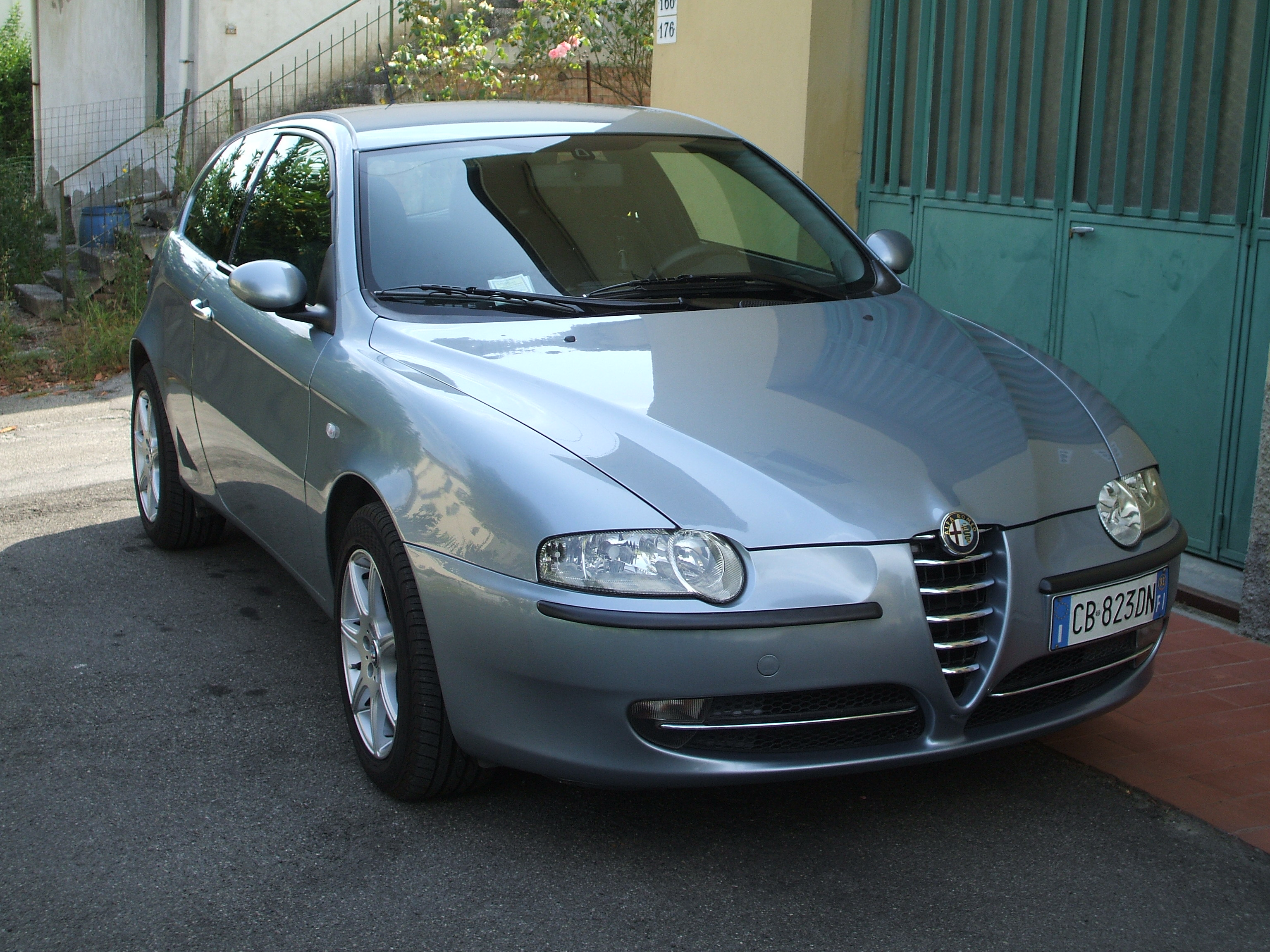
Un'Alfa Romeo 147, auto dell'anno 2001

- Alfa Romeo 155 (in collaborazione con I.De.A Institute)
- Alfa Romeo 156
- Alfa Romeo 166
- Alfa Romeo 147
- Alfa Romeo GT (in collaborazione con Bertone)
- Alfa Romeo Brera (in collaborazione con Italdesign Giugiaro)
- Alfa Romeo 8C Competizione
- Alfa Romeo MiTo
- Alfa Romeo Giulietta
- Alfa Romeo 4C
- Alfa Romeo Giulia (2016)
- Alfa Romeo Stelvio
- Alfa Romeo Tonale

### Concept car
- Alfa Romeo 164 Proteo
- Alfa Romeo Nuvola
- Alfa Romeo Monoposto
- Alfa Romeo Centauri
- Alfa Romeo Kamal
- Alfa Romeo 4C Concept
- Alfa Romeo Tonale Concept